# Dominikanske Republiks historie
 Der er for få eller ingen kildehenvisninger i denne artikel, hvilket er et problem. Du kan hjælpe ved at angive troværdige kilder til de påstande, som fremføres i artiklen.

Den Dominikanske Republiks historie falder i to hoveddele:
1. tiden som koloni under spansk styre
2. Selvstændigheden

## Spansk koloni
Området blev først inddraget i verdenshandelen i 1492, hvor Columbus lagde til på øen. Da spanierne kom tilbage i 1496 grundlagde de den senere hovedstad, Santo Domingo, som den første europæiske by i Amerika. Landet kom under spansk styre. Frankrig overtog den del af Hispaniola, der i dag er Haiti. Under kolonitiden fungerede den Dominikanske Republik som sukkerleverandør til Spanien og Frankrig. Mange hvide flyttede til landet i denne periode.

## Under Haiti
I 1822 blev den Dominikanske Republik dog invaderet af Haiti. Haiti havde løsrevet sig fra Frankrig i 1804 og var dermed blevet den første sorte republik. Kontrasten mellem de to nabolande var stor, og her blev fundamentet for mange års fjendsk naboskab skabt. I 1844 fik den Dominikanske Republik gjort sig selvstændig og var i 16 år uden indflydelse fra noget andet land.

## Tidlige selvstændighed
Den østre del af den spanske koloni Haïti løsrev sig 1821 fra moderlandet og forenede sig med den øvrige del af øen til en selvstændig republik. Men under kreolen Jimenes' ledelse proklamerede en revolutionær junta 27. februar 1844 republikken Santo Domingo, hvis første præsident blev don Pedro Santana og hvis forfatning, efter USAs forbillede, antoges af en konstituerende nationalforsamling den 6. november samme år. Under fransk beskyttelse hævdede den nye stat sin uafhængighed, og Santanas sejr, under Jimenes' præsidentskab, over den haïtiske kejser Soulouques negerhorder ved Savana-Numero den 22. april 1849 befriede den en tid fra repressalier fra Haïtis side.
For at få sin selvstændighed anerkendt gik republikken i 1854 ind på at afstå Samanábugten til USA, men denne aftale måtte opgives på grund af Frankrigs og Englands protester. Under sin anden præsidentperiode (1853-1856) nedslog Santana et nyt angreb fra Soulouque i 1855. Hans efterfølger og fjende Bonaventura Baez, tidligere præsident 1849-1853, blev tvunget af et opror til at træde tilbage, hvorpå Santana bemægtigede sig styrelsen 1858 og udövede den tyranniskt og efter forgodtbefindende. Dette i forening med den af Spanien for anerkendelse af republikkens selvstændighed betingede "immatrikulationsklausul", som gav de tidligere spanske undersåtter ret til at ved indregistrering i af den spanske stat udlagte ruller genvinde deres kastilianske medborgerret, gjorde en stor del af befolkningen velvilligt indstillet til en genforening med Spanien, hvilket iværksattes gennem Santanas proklamation af 18. marts 1861 og Isabella II:s godkendelse deraf samme år. Men et oprør brød ud mod spanierne, som eftertrykkeligt besejredes af general Cabral ved Canela (nær Neyba) den 4. december 1864, hvorpå et spansk dekret af 5. maj 1865 anerkendte Den Dominikanske Republiks selvstændighed, og Cabral midlertidigt overtog magten.
Den 14. november samme år valgtes Baez atter til præsident, men blev tvunget af en revolution under general Pimentel til at forlade landet i juni 1866. Cabral, hans efterfølger, blev ligeledes borttvunget ved et oprør i januar 1868, og Baez genvandt præsidentskabet.
Efter ham kom Gonzales den 20. december 1873, som trods fornyede oprør bevarede sin post i seks år. Men hans efterfølger, general Guillerme, måtte allerede 1881 vige for don Fernando Arturo de Merino. Tætte præsidentskifter fulgte nu indtil general Heureaux fik magten. Præsident 1887, nedkæmpede han med fremgang de sædvanliga oprørere og førte 1893-1899 en despotisk og ubunden styrelse, indtil han sidstnævnte år blev myrdet. Under de følgende år lykkedes det en rig købmand, Jimenes, den ovennævntes søn, at bemægtige sig styrelsen, som han bibeholdt til 1902, da han blev styrtet ved et af generalerne Vasquez og Caceres ledet oprør. Der efter indehavde Vasquez provisorisk magten til 1904, da general Carlos Morales valgtes til præsident for fire år. Under hans embedstid var landet præget af vedvarende borgerkrig og konflikter med udenlandske magter.
Forfatningen af 1865 blev udsat for flere forandringer blandt andet i 1887. Præsidenten skulle her efter vælges for 4 år. Den lovgivende magt skulle udøves af et enkelt kammer, nationalkongressen, bestående af 2 for 2 år direkte valgte ombud eller repræsentanter for hver provins og distrikt (i alt 22).
Rigets finansforhold var i perioden på katastrofekurs. I 1894 overgik man fra den på sølvmøntfod grundlagte mexikanske piaster til USAs gulddollar, men nogen national mønt i henhold til loven om nationalmønt fra 1894 var der ikke tale om. Ved udgangen af 1895 var statens gældsbyrde vokset til 2.869.300 pund, og som sikkerhed herfor stillede landet dels sine indtægter fra toldvæsenet, dels landets jernbaner som pant.

## Ustabilitet og amerikansk besættelse
Efter en revolution 1906 blev Ramon Cåceres atter præsident og beholdt magten indtil, at han den 19. november 1911 blev myrdet. Under hans præsidenttid indgik landet i 1907 en aftale med USA, som derved påtog sig forvaltningen af republikkens finanser og sendte en ledende toldembedsmand, hvor efter republikkens udenlandske fordringsejere afstod fra 50% af deres krav. En forfatningsrevision blev genemført 1908. Mordet på Cåceres fulgtes af en ny periode af forvirring og tætte præsidentudskiftninger (Eludio Yictorio, præsident 1911, Adolfo Nouel 1912-13, José Bordes Baldez 1913_14, Ramon Baez 1914), hvorpå roen i nogen grad genoprettedes under den til præsident 1914 atter valgte Juan Isidro Jiménez.
Da en ny revolution brød ud i april 1916, indgreb USAs regering, landsatte marinesoldater og genoprettede ro og orden, hvorpå den gamle Jiménez frivilligt afgik og i juli samme år efterfulgtes af Francisco Henriquez Garvajal, hvilken dog ej vandt amerikansk anerkendelse, da han nægtede at godkende et aftaleudkast, som skulle give USA vidtgående rettigheder til sikring af finansernes genoprettelse og ordningens opretholdelse. De amerikanske okkupationstroppers leder stillede da ved en proklamation af 29. november 1916 republikken under amerikansk militærforvaltning, præsident Henriquez måtte forlade landet, og styrelsen blev overtaget af en amerikansk militærguvernør med søofficerer som departementschefer. Roen genoprettedes, delvist ved meget hårdhændede metoder, og de økonomiske tilstande forbedredes. I december 1920 forberedtes militærforvaltningens ophør efter, at de nødvendige forfatningsændringer var gennemført. Først i oktober 1922 afløstes det amerikanske søofficersdiktatur af en indenlandsk styrelse under præsident Juan Bautista Vicini Burgos (udset til at styre til oktober 1928) men faktisk forblev den amerikanske indflydelse i republikken at være tydelig. I marts 1924 afholdtes præsidentvalg. Vinder af præsidentvalget blev Horacio Vásquez Lajara, som havde samarbejdet med amerikanerne. Under hans seks år ved magten respekteredes borgerrettighederne, og økonomien viste fremgang. Han blev dog tvunget til at træde tilbage i 1930 og efterfulgtes af chefen for hæren, general Rafael Trujillo.

## Militærdiktaturet Trujillo
Trujillo overtog magten i 1930 og gjorde sig til enerådig leder. Han og hans nære efterfølgere hjalp desuden flere diktatorer i andre lande, også Haitis diktator og Cubas diktator Fidel Castro. I 1961 blev Trujillo myrdet, hvilket førte til en ny periode med borgerkrig, under vilken kommunisterne blev stadigt stærkere og nær havde haft helt til at overtage magten, hvilket bidrog til, at USA 1965 atter besatte landet en periode.

## Balaguers regime
I 1966 blev Joaquín Balaguer, som havde været en af Trujillos håndgangne mænd, præsident og styrede landet i næsten 30 år. Den veluddannede Balaguer styrede auktoritært men med mindre vold end Trujillo. Han udviklede sig til at blive en stærk kraft i landets politik og ville endnu ved 94 års ålder stille op til præsidentvalet men døde inden dette fandt sted.

## Demokratiske præsidenter
Efter Balaguers død er demokratiet blevet styrket og magten er ikke i samme grad blevet samlet hos en og samme person. Leonel Fernández overtog magten i 1996 efterfulgt af Hipólito Mejía i 2000 og igen Leonel Fernández i 2004, som har beholdt magten lige siden.